# یونایتد یوروپین کار کریئرز
یونایتد یوروپین کار کریئرز (انگلیسی: United European Car Carriers) شرکت ترابری و کشتیرانی نروژی است، که در سال ۱۹۹۰ تأسیس شد.